# Parlatuvier
Parlatuvier es una localidad de Trinidad y Tobago, que forma parte de la parroquia de St. John.

## Geografía
La localidad abarca parte de la isla de Tobago y limita al norte con el mar Caribe, al sur con Pembroke y Glamorgan (ambas localidades pertenecientes a la parroquia de St. Paul), al este con Bloody Bay y al oeste con Castara (localidad perteneciente a la parroquia de St. David).

## Demografía
Datos demográficos de la localidad de Parlatuvier:
| Gráfica de evolución demográfica de Parlatuvier entre 2000 y 2011 |
|                                                                   |